# 簇生无心菜
簇生无心菜（学名：Arenaria yunnanensis var. caespitosa）是石竹科无心菜属云南无心菜的变种。分布于中国大陆的西藏等地，生长于海拔3,500米的地区，一般生长在亚高山草甸中，目前尚未由人工引种栽培。